# 3D Tetris
3D Tetris est un jeu vidéo de puzzle sorti en 1996 sur Virtual Boy. Le jeu a été développé par T&E Soft puis édité par Nintendo.

## Système de jeu
Le jeu reprend le principe de Tetris mais met le joueur face une grille en trois dimensions, de cinq cases de largeur sur cinq cases de profondeur (contre dix cases de largeur dans le jeu en 2D). Il doit désormais compléter des cubes de cinq sur cinq cases pour les libérer (au lieu de compléter une ligne 2D de dix cases).

## Développement
Le jeu devait sortir au Japon en février 1996 sous le nom Polygo Block (ポリゴブロック, Porigo Burokku), mais ne voit jamais le jour dans cette région.